# Bredene Koksijde Classic 2023
La Bredene Koksijde Classic 2023, ventesima edizione della corsa e valevole come quattordicesima prova dell'UCI ProSeries 2023 categoria 1.Pro, si svolse il 17 marzo 2023 per un percorso di 191,6 km, con partenza da Bredene e arrivo a Koksijde, in Belgio. La vittoria fu appannaggio del belga Gerben Thijssen, il quale completò il percorso in 4h17'44", alla media di 44,604 km/h, precedendo il tedesco Pascal Ackermann e l'australiano Sam Welsford.
Sul traguardo di Koksijde 90 ciclisti, dei 128 partiti da Bredene, portarono a termine la competizione.

## Squadre e corridori partecipanti
| N.    | Cod. | Squadra                  |
| ----- | ---- | ------------------------ |
| 1-7   | UAD  | UAE Team Emirates        |
| 11-17 | SOQ  | Soudal Quick-Step        |
| 21-27 | ADC  | Alpecin-Deceuninck       |
| 31-37 | ICW  | Intermarché-Circus-Wanty |
| 41-47 | ARK  | Team Arkéa-Samsic        |
| 51-55 | TFS  | Trek-Segafredo           |
| 61-66 | DSM  | Team DSM                 |
| 71-77 | LTD  | Lotto Dstny              |
| 81-87 | UXT  | Uno-X Pro Cycling Team   |
| 91-97 | IPT  | Israel-Premier Tech      |

| N.      | Cod. | Squadra                    |
| ------- | ---- | -------------------------- |
| 101-107 | TEN  | TotalEnergies              |
| 111-117 | BWB  | Bingoal WB                 |
| 121-127 | TFB  | Team Flanders-Baloise      |
| 131-137 | HPM  | Human Powered Health       |
| 141-147 | COR  | Team Corratec              |
| 151-157 | Q36  | Q36.5 Pro Cycling Team     |
| 171-177 | TNN  | Team Novo Nordisk          |
| 181-187 | TIS  | Tarteletto-Isorex          |
| 191-197 | TDT  | TDT-Unibet Cycling Team    |
| 201-207 | VWE  | VolkerWessels Cycling Team |

## Ordine d'arrivo (Top 10)
| Pos. | Corridore            | Squadra     | Tempo    |
| ---- | -------------------- | ----------- | -------- |
| 1    | Gerben Thijssen      | Intermarché | 4h17'44" |
| 2    | Pascal Ackermann     | UAE         | s.t.     |
| 3    | Sam Welsford         | DSM         | s.t.     |
| 4    | Lionel Taminiaux     | Alpecin     | s.t.     |
| 5    | Jakub Mareczko       | Alpecin     | s.t.     |
| 6    | Rüdiger Selig        | Lotto       | s.t.     |
| 7    | J. Sebastián Molano  | UAE         | s.t.     |
| 8    | Sean Flynn           | DSM         | s.t.     |
| 9    | Kristoffer Halvorsen | Uno-X       | s.t.     |
| 10   | Edward Theuns        | Trek        | s.t.     |